# Schepenbuurt (Leeuwarden)
De Schepenbuurt ligt in het oosten van de stad Leeuwarden, in de Nederlandse provincie Friesland. Het is een buurt in de wijk Potmargezone en ligt net buiten de rondweg, ten zuiden van de wijk Schieringen en ten noorden van de buurt de Wielenpôlle.
Het is een relatief rustige volksbuurt die uit een groot aantal flats en kleinere seniorenwoningen bestaat. Hoewel het vroeger een echte volksbuurt was, wonen er tegenwoordig relatief veel studenten en ouderen. De Schepenbuurt bestaat uit negen straten en ligt op steenworp afstand van de koffiemelkfabriek, bij de meeste inwoners van Leeuwarden nog altijd bekend als de Condens. Aan de Tjalkstraat is wijkcentrum It Skiphûs.
Kenmerkend aan de Schepenbuurt is dat deze ligt aan de oude stadsrivier de Potmarge. Tevens grenst de buurt aan de rondweg van Leeuwarden langs de Pieter Stuyvesantweg en de Leeuwarder Jachthaven. De Leeuwarder Jachthaven is tevens de grootste overdekte jachthaven van West-Europa. De haven beschikt over ruim 500 overdekte ligplaatsen en 150 open ligplaatsen. Tevens biedt de haven plaats voor ruim 50 passanten.
Wijken: Aldlân & De Hemrik · Bilgaard & Havankpark e.o. · Binnenstad · Camminghaburen e.o.  · De Zuidlanden · Heechterp & Schieringen · Hempens/Teerns & Zuiderburen · Huizum-West · Middelsee · Nijlân & De Zwette · Oud-Oost · Potmargezone ·  Sonnenborgh e.o.  · Vossepark & Helicon · Vrijheidswijk · Westeinde e.o.

Voormalige wijken: Aldlân · Bedrijventerrein-Oost · Bedrijventerrein West · Camminghaburen · De Zwette · Grote Wielen & De Groene Ster · Huizum-Oost · Oldegalileën & Bloemenbuurt · Oranjewijk & Tulpenburg · Schieringen & De Centrale · Vlietzone · Tjerk Hiddes & Cambuursterhoek · Transvaalwijk & Rengerspark · Valeriuskwartier & Magere Weide · Vogelwijk & Muziekwijk

Buurten: Achter de Hoven · Aldlân-Oost · Aldlân-West · Barrahûs · Bilgaard · Blitsaerd · Bloemenbuurt · Blokhuisplein · Boksumerhoeke · Bonifatius ·  Buitengebied De Zwette · Buitengebied Noordwest · Buitengebied West · Cambuur · Cambuursterpad · Camminghaburen-Midden · -Noord · -Zuid · De Centrale · De Groene Ster · De Klamp · De Fellingen · De Waag · De Werp · De Zuidlanden · De Zwette I Harlingervaart ·  De Zwette II Zwettehaven ·  De Zwette III Schenkenschans · De Zwette IV Businesspark · De Zwette V  Newton · De Zwette VI Deinumerpolder · EnergieCampus Sylsterrak · Gerard Dou · Grote Kerkbuurt · Grote Wielen · Harlingervaart Noord · Havankpark · Havenstêd ·  Heechterp · Helicon · Hemrik · Hoek · Hollanderwijk · Huizum-Badweg · -Bornia · -Dorp · -Sixma · Indische buurt · Jan van Scorelbuurt · Julianapark · Magere Weide · Molenpad · Nieuwestad · Nijlân · Oldegalileën · Oldehove · Oranjewijk · Rapenburg · Rengerspark · Schepenbuurt · Schieringen · Snakkerburen · Sonnenborgh · Stationskwartier · Techum · Transvaalwijk · Tulpenburg · Valeriuskwartier · Vierhuisterweg e.o. · Vogelwijk · Vossepark · Welgelegen · Westeinde · Wetterstêd · Wiarda · Wielenpôlle · Zaailand · Zamenhofpark · Zeeheldenbuurt · Zuiderburen